# Kya Brookins
Kya Brookins (ur. 28 lipca 1989) – amerykańska lekkoatletka, sprinterka.

## Osiągnięcia
- złota medalistka mistrzostw NCAA
- medalistka mistrzostw USA w kategoriach kadetów i juniorów

## Rekordy życiowe
- Bieg na 100 m – 11,10 (2011) / 11,02w (2011)
- Bieg na 60 m (hala) – 7,09 (2011)